# アデノシルメチオニンヒドロラーゼ
アデノシルメチオニンヒドロラーゼ(Adenosylmethionine hydrolase、EC 3.3.1.2)は、以下の化学反応を触媒する酵素である。
S-アデノシル-L-メチオニン + 水{\displaystyle \rightleftharpoons }L-ホモセリン + メチルチオアデノシン
従って、この酵素は、アデノシルメチオニンと水の2つの基質、L-ホモセリンとメチルチオアデノシンの2つの生成物を持つ。
この酵素は加水分解酵素に分類され、特に硫黄を含むエーテル結合に作用する。系統名はS-アデノシル-L-メチオニンヒドロラーゼ(S-adenosyl-L-methionine hydrolase)である。